# Evren Avşar
Evren Avşar (* 1. Juni 1983 in Istanbul) ist ein türkischer Fußballspieler.

## Karriere

### Vereinskarriere
Avşar begann mit dem Vereinsfußball in der Jugend von Emrespor und spielte anschließend für die Jugendmannschaften von Ispartaspor. 2002 erhielt er hier einen Profivertrag und arbeitete sich innerhalb einer Spielzeit von Ergänzungsspieler mit regelmäßigen Einsätzen zu einem in der Startelf gesetzten Spieler.
2004 verließ er nach Vertragsablauf Ispartaspor und heuerte beim Zweitligisten Elazığspor an. Hier spielte er zweieinhalb Jahre. Anschließend spielte er bis zum Sommer 2010 bei einer Reihe von Zweitligisten. U. a. war er in der Spielzeit für Diyarbakırspor tätig und erzielt mit ihr in der erwähnten Spielzeit die Vizemeisterschaft der TFF 1. Lig und damit den direkten Aufstieg in die Süper Lig. Da er in den Kaderplanungen für die Süper Lig nicht vorgesehen war, wurde ihm ein Wechsel nahegelegt.
Zur Saison 2010/11 unterschrieb er bei Altay İzmir einen Zwei-Jahres-Vertrag und erfüllte den Vertrag, trotz des Abstiegs in die TFF 2. Lig. Zur Saison 2012/13 wurde sein Wechsel zu Hatayspor bekanntgegeben. Nach dem dortigen Engagement spielte er jahrelang in der Drittklassigkeit bei verschiedenen Vereinen.

## Erfolge
- Diyarbakırspor
  - Vizemeister der TFF 1. Lig (1): 2008/09
  - Aufstieg in die Süper Lig (1): 2008/09